# Playmate
En playmate er en kvindelig fotomodel afbilledet i magasinet Playboy som "Playmate of the month". Reportagen med månedens playmate omfatter flere mindre billeder med og uden tøj og et stort midtersidebillede (centerfold). På bagsiden af midtersidebillede er et skema (Playmate Data sheet) med oplysninger om modellens fødselsdato, fødselssted, strategiske mål etc. 
Navnet Playmate blev første gang brugt om Margie Harrison i Playboys andet nummer januar 1954. Marilyn Monroe var midtersidepige i det første Playboy-blad i december 1953. Hun havde da titlen «Sweetheart of the Month», men regnes af Playboy som fuldværdig playmate.

## Playmate statistikker
Siden december 1953 har der været kåret en ny playmate hver måned, men med følgende irregulariteter:
- Margaret Scott har været månedens playmate tre gange (februar 1954, april 1954, april 1955).
- Janet Pilgrim har været månedens playmate tre gange (juli 1955, december 1955, oktober 1956).
- Margie Harrison har været månedens playmate to ganger (januar 1954, juni 1954).
- Marguerite Empey har været månedens playmate to ganger (mai 1955, februar 1956).
- I mars 1955 blev det ikke udgivet noget nummer af Playboy, og der er derfor ingen playmate for denne måned.
- I oktober 1958 blev der udgivet to numre af Playboy, og der er derfor to playmates denne måned (Pat Sheehan og Mara Corday).
- I oktober 1970 var to tvillingsøstre playmates:Mary og Madeleine Collinson.
- I september 1989 var to tvillingsøstre playmates: Karin og Mirjam van Breeschooten.
- I december 1998 var tre trillingsøstre playmates: Erica, Nicole og Jaclyn Dahm.
- I januar 2000 var to tvillingsøstre playmates: Carol og Darlene Bernaola.
- I december 2003 var to tvillingsøstre playmates:Deisy and Sarah Teles.

Det betyder at der fra december 1953 til og med april 2006 har vært 629 playmate-reportager med centerfolds, og 629 kvinder har vært playmates.
Nedenfor vises nogen gennemsnitsværdier fra data-skemaerne:

Alder: 22 år 5 måneder

Højde: 1,68 m

Vægt : 52,4 kg

Strategiske mål: 90 – 59 – 88

## Playmate of the year
Siden 1960 har Playboy hvert år, som regel i juni-nummeret, kåret en af de forrige 12 års playmetes til årets playmate (Playmate Of The Year – PMOY). Nedenfor følger listen over PMOY fra 1960 til 2005:
1960: Ellen Stratton
1961: Linda Gamble
1962: Christa Speck
1963: June Cochran
1964: Donna Michelle
1965: Jo Collins
1966: Allison Parks
1967: Lisa Baker
1968: Angela Dorian
1969: Connie Kreski
1970: Claudia Jennings
1971: Sharon Clark
1972: Liv Lindeland
1973: Marilyn Cole
1974: Cyndi Wood
1975: Marilyn Lange
1976: Lillian Müller
1977: Patti McGuire
1978: Debra Jo Fondren
1979: Monique St. Pierre
1980: Dorothy Stratten
1981: Terri Welles
1982: Shannon Tweed
1983: Marianne Gravatte
1984: Barbara Edwards
1985: Karen Valez
1986: Kathy Shower
1987: Donna Edmondson
1988: India Allen
1989: Kimberley Conrad
1990: Reneé Tenison
1991: Lisa Matthews
1992: Corinna Harney
1993: Anna Nicole Smith
1994: Jenny McCarthy
1995: Julie Lynn Cialini
1996: Stacy Sanches
1997: Victoria Silvstedt
1998: Karen McDougal
1999: Heather Kozar
2000: Jodi Ann Paterson
2001: Brande Roderick
2002: Dalene Kurtis
2003: Christina Santiago
2004: Carmella DeCesare
2005: Tiffany Fallon

## Kendte Playmates
Kendte navne som har figureret som playmates:
- Marilyn Monroe (december 1953)
- Bettie Page (januar 1955)
- Jayne Mansfield (februar 1955)
- Jo Collins (december 1964 og PMOY 1965)
- Bebe Buell (november 1974)
- Terri Weigel (april 1986)
- Erika Eleniak (juli 1987)
- Pamela Anderson (februar 1990)
- Anna Nicole Smith (maj 1992 og PMOY 1993)
- Victoria Silvstedt (december 1996 og PMOY 1997
- Shanna Moakler (december 2001)

## Danske Playmates
Tre danske piger har været playmates i USA-udgaven af Playboy, den sidste i 1988.
- 1956: Elsa Sørensen
- 1975: Majken Haugedal
- 1988: Helle Michaelsen